# Costes del Tarragonès
Costes del Tarragonès este o arie protejată (arie specială de conservare — SAC, sit de importanță comunitară — SCI) din Spania întinsă pe o suprafață de 1.111,6 ha, integral pe uscat.

## Localizare
Centrul sitului Costes del Tarragonès este situat la coordonatele 41°07′36″N 1°23′06″E / 41.1267°N 1.3851°E.

## Înființare
Situl Costes del Tarragonès a fost declarat sit de importanță comunitară în decembrie 1997 pentru a proteja 49 de specii de animale. Situl a fost protejat și ca arie specială de conservare în noiembrie 2014.

## Biodiversitate
Situată în ecoregiunile marină mediteraneană și mediteraneană, aria protejată conține 12 habitate naturale: Recifuri, Lagune de coastă, Straturi cu Posidonia (Posidonion oceanicae), Galerii de Salix alba și de Populus alba, Dune mobile de-a lungul țărmului cu Ammophila arenaria („dune albe”), Tufărișuri halofile mediteraneene și termo-atlantice (Sarcocornetea fruticosi), Faleze cu vegetație de Limonium spp. endemic de pe coastele mediteraneene, Dune de coastă cu Juniperus spp., Păduri de pin mediteraneene cu pini mezogeni endemici, Matorral arborescenți cu Juniperus spp., Pășuni mediteraneene udate de apa mării (Juncetalia maritimi), Dune de pe litoral fixate cu Crucianellion maritimae.
La baza desemnării sitului se află mai multe specii protejate:
- păsări (36): uliu porumbar (Accipiter gentilis gentilis), privighetoare-de-baltă (Acrocephalus melanopogon), fluierar de munte (Actitis hypoleucos), alca (Alca torda), pescăruș albastru (Alcedo atthis), rață mare (Anas platyrhynchos), Bubulcus ibis, Calonectris diomedea, Caprimulgus ruficollis, Certhia brachydactyla, prundăraș de sărătură (Charadrius alexandrinus),  prundaș gulerat mic (Charadrius dubius), porumbel gulerat (Columba palumbus), egretă mică (Egretta garzetta), vânturel roșu (Falco tinnunculus), lișiță (Fulica atra), ciocârlan (Galerida cristata), găinușă de baltă (Gallinula chloropus), piciorong (Himantopus himantopus), stârc pitic (Ixobrychus minutus), Larus audouinii, pescăruș negricios (Larus fuscus), pescăruș-cu-cap-negru (Larus melanocephalus), Larus michahellis, pescăruș râzător (Larus ridibundus), muscar sur (Muscicapa striata), Phalacrocorax aristotelis desmarestii, Phalacrocorax carbo sinensis, ploier auriu (Pluvialis apricaria), Puffinus mauretanicus, cristei de baltă (Rallus aquaticus), Spatula clypeata, corcodel mic (Tachybaptus ruficollis), chiră de mare (Thalasseus sandvicensis), fluierarul de zăvoi (Tringa ochropus), nagâț (Vanellus vanellus)
- mamifere (8): liliac cu aripi lungi (Miniopterus schreibersii), liliac cu urechi de șoarece (Myotis blythii), liliac cu picioare lungi (Myotis capaccinii), liliac comun (Myotis myotis), liliacul mediteranean cu potcoavă (Rhinolophus euryale), liliacul mare cu potcoavă (Rhinolophus ferrumequinum), liliacul mic cu potcoavă (Rhinolophus hipposideros), delfin mare (Tursiops truncatus)
- nevertebrate (1): fluturele auriu (Euphydryas aurinia)
- pești (1): Aphanius iberus
- reptile (3): Caretta caretta, țestoasa de baltă (Emys orbicularis), Mauremys leprosa

Pe lângă speciile protejate, pe teritoriul sitului au mai fost identificate 5 specii de amfibieni, 8 specii de mamifere, 1 specie de reptile.